# عین ملح
عین ملح (به عربی: عين الملح) یک شهرداری در الجزایر است که در استان مسیله واقع شده‌است.
 عین ملح  ۳۷٬۰۴۵ نفر جمعیت دارد.